# Hugo de Ana
Hugo de Ana (Buenos Aires, Argentina) es un director de escena, escenógrafo y figurinista argentino.

## Trayectoria
Estudió en el Instituto Superior de Arte del Teatro Colón de Buenos Aires y en la Escuela Superior de Bellas Artes de la Nación Ernesto de la Cárcova, donde se graduó en 1972 como profesor de arte visual, escenógrafo y figurinista de cine y teatro. 
Fue profesor de escenografía en la Universidad de La Plata (Argentina) y empezó su carrera profesional en numerosos espectáculos teatrales y operísticos en el Teatro Colón, donde ocupó los cargos de director técnico y de producción.

## Obra
Especializado en producciones operísticas, ha dirigido montajes líricos en los principales teatros de ópera de Italia, España y Sudamérica extendiéndose a otras plazas en América del Norte y Europa y China.

## Premios
Obtuvo cuatro Premios Konex, dos como escenógrafo (1982 y 1992) y dos como régisseur (1999 y 2019).